# Сатопантх (гора)
Сатопантх (англ. Satopanth) — вершина высотой 7075 метров над уровнем моря в Гималаях в Индии в штате Уттаракханд. Первое восхождение на вершину было совершено  1 августа 1947 года в рамках швейцарской экспедиции в Гималаи Андре Рохом, Рене Диттертом, Альфредом Зуттером и Александром Гравеном.

## Физико-географическая характеристика
Сатопантх находится в северной Индии в штате Уттаракханд и является второй по высоте вершиной горного массива Ганготри.
Родительской вершиной по отношению к вершине Сатопантх является семитысячник Чаукхамба высотой 7138 метров, расположенный приблизительно в 13 километрах на юго-юго-восток. Седловина между двумя вершинами расположена на высоте 6020 метров, таким образом, относительная высота вершины Сатопантх составляет 1055 метров.

## История восхождений
Первое успешное восхождение на вершину Сатопантх было совершено участниками швейцарской экспедиции 1 августа 1947 года по северному гребню. На вершину поднялось четверо альпинистов: Андре Рох (руководитель экспедиции), Рене Диттерт, Альфред Зуттер и Александр Гравен.